# Al-Qadim: The Genie's Curse
Al-Qadim: The Genie's Curse est un jeu vidéo de rôle développé par Cyberlore Studios pour Strategic Simulations et sorti sur DOS en 1994. Il est basé sur les règles d’Advanced Dungeons & Dragons et se déroule dans le monde fictif oriental de Zakhara. C'est le premier jeu à prendre place dans l'univers de campagne Al-Qadim, créé en 1992 par Jeff Grubb pour TSR à travers le module Arabian Adventures.
Le jeu est ressorti sur GOG.com en 2015 avec un support des plates-formes Windows, Mac et Linux.

## Trame
Al-Qadim: The Genie's Curse prend place dans le décor de campagne Al-Qadim du jeu de rôle Donjons et Dragons. Celui-ci s’inspire des Mille et Une Nuits et est principalement composés de vastes étendues désertiques, parsemées d’oasis. Dans ce monde, la magie est régentée par des génies, contrôlés par les familles nobles. L’aventure débute alors que la famille Al-Hazrad, à laquelle appartient le héros, fait face à de nombreux problèmes. Après une période d’apprentissage auprès de son maitre, celui-ci découvre en effet, en revenant dans sa ville natale, que la lutte fait rage entre sa famille et celle des Abi Wassab. Il parvient finalement à leur faire signer un pacte de non-agression mais celui-ci est vite rompu lorsque le génie de sa famille est libéré et s’en prend au calife et à la princesse. Pour rétablir l’honneur de sa famille, il n’a donc d’autres choix que de découvrir pourquoi et comment le génie de sa famille a été libéré.

## Système de jeu
Al-Qadim: The Genie's Curse est un jeu vidéo de rôle basé sur décor de campagne Al-Qadim du jeu de rôle Donjons et Dragons. Le joueur y incarne un corsaire dont les caractéristiques de départ sont prédéterminées. En résolvant des énigmes, en explorant le monde du jeu, en accomplissant des quêtes et en tuant des créatures, le héros gagne de l’expérience. Lorsqu’il a acquis suffisamment d’expérience, il gagne un niveau, qui s’accompagne par une augmentation de ses points de vie et d’une opportunité d’apprendre une nouvelle compétence de combat. Le jeu se déroule sur une carte que le joueur observe en vue du dessus qu’il peut faire défiler. Les déplacements du personnage sur la carte et la manipulation des objets se fait normalement à la souris, mais il est possible de jouer avec le clavier ou un joystick. En dehors des mouvements et de l’utilisation d’armes de jet, la plupart des actions (discuter, combattre, ramasser un objet…) se font avec le même bouton de la souris, ou la même touche du clavier. Le jeu détermine en effet automatiquement l’action appropriée à réaliser lors que le joueur utilise le bouton ou la touche d’action. Lorsque le héros discute avec un personnage, le dialogue s’affiche à l’écran et le joueur se voit proposer plusieurs réponses qui lui permettent d’orienter la conversation.
Les combats se déroulent en temps réel. Le joueur contrôle uniquement son héros, qui peut utiliser deux armes : son cimeterre, dont la puissance peut être augmentée grâce à certain objet, et une fronde ou un bâton magique. Différents bâtons magiques peuvent être trouvé dans le jeu, ces derniers permettant au joueur de lancer les sorts qu’ils contiennent, sans condition particulière. Après un combat, ou après avoir été blessé d’une manière ou d’une autre, le personnage peut récupérer des points de vie en buvant une potion ou en se rendant dans un lieu pouvant le soigner par magie. Le jeu propose cinq niveaux de difficulté, allant de très facile à très difficile, qui influe sur l’agressivité et la force des monstres rencontrés dans le jeu.

## Développement et publication
Le développement de Al-Qadim: The Genie's Curse est confié par Strategic Simulations, qui détient à l’époque la licence Donjons et Dragons, à Cyberlore Studios. Le studio recrute l’équipe  de développement peu de temsp après sa création, en 1992, et quatorze mois lui sont nécessaires pour terminer le jeu. L’équipe de développement est notamment composée de Herb Perez pour la conception, de Herb Perezet Garrett McCarty pour la conception artistique et de Lester Humphreys pour la production. L’équipe de programmation est dirigé par Ken Grey. Côté Strategic Simulations, la production est superviée par Bret Berry.
Al-Qadim: The Genie's Curse est publié par Strategic Simulations sur IBM PC en 1994. Il est réédité en 1996 dans la compilation AD&D Masterpiece Collection qui inclut également cinq autres titres publié par Strategic Simulations et s'appuyant sur la licence Donjons et Dragons : Dark Sun: Shattered Lands (1993), Dark Sun: Wake of the Ravager (1994), Menzoberranzan (1994), Ravenloft: Strahd's Possession (1994) et Ravenloft: Stone Prophet (1995).

## Accueil
| Al-Qadim : The Genie’s Curse |      |       |
| Média                        | Pays | Notes |
| Computer Gaming World        | US   | 3,5/5 |
| Dragon Magazine              | US   | 4/5   |
| Gen4                         | FR   | 92%   |
| Joystick                     | FR   | 82 %  |
| PC Gamer UK                  | GB   | 72 %  |
| PC Zone                      | US   | 40 %  |